# Nomada brevis
Nomada brevis är en biart som beskrevs av Saunders 1908. Nomada brevis ingår i släktet gökbin, och familjen långtungebin. Inga underarter finns listade i Catalogue of Life.